# Luis de Briceño
Luis de Briceño (fl. 1610-1630) fue un guitarrista y teórico de la música española que introdujo el estilo de la guitarra española en Francia, donde antes sólo el laúd era considerado un instrumento de cuerda pulsada serio.

## Biografía
Existen muy pocos datos biográficos. Se cree que era de origen gallego y que vivió en París donde alcanzaría gran fama como guitarrista. Viajó en los altos círculos cortesanos en ambos países, y se cita por primera vez como una autoridad en la guitarra española en 1614. Su Metodo mui facilissimo para Aprender a tañer la guitarra a lo  español (París, 1626) es una de las principales fuentes de conocimiento del estilo español, ya que pocos libros aparecieron durante este período en la misma España.
Se trata de una pequeña obra encaminada a divulgar la forma "española" de tocar la guitarra, es decir el "rasgueado" arpegiando los acordes. Emplea el sistema ya adelantado por Juan Carlos Amat, y de su gran éxito se hizo eco en su época Mersenne que en su obra lo menciona como referente de la escuela española de guitarra, frente a la francesa e italiana.
Sus propias transcripciones incluyen villanos, villancicos, pasacalles, tonos franceses, españoletas, romances, folías, seguidillas y una Danza del Hacha. Una selección fue grabada por Le Poème Harmonique, dirigida por Vincent Dumestre, para Alpha/Outhere en 2011 y la agrupación la Sonorosa, dirigida por Edwin García, publicó en 2019 el disco "Vida Bona" Luis de Briceño, sus sones y sus canciones, para el sello discográfico La Mà de Guido.